# Бухалув
Бухалув (пол. Buchałów) — село в Польщі, у гміні Свідниця Зеленогурського повіту Любуського воєводства.
Населення — 238 осіб (2011).

## Демографія
Демографічна структура станом на 31 березня 2011 року:
|          | Загалом | Допрацездатний вік | Працездатний вік | Постпрацездатний вік |
| -------- | ------- | ------------------ | ---------------- | -------------------- |
| Чоловіки | 123     | 24                 | 81               | 18                   |
| Жінки    | 115     | 16                 | 71               | 28                   |
| Разом    | 238     | 40                 | 152              | 46                   |